# Буркард IV фон Геролдсек
Буркард IV фон Геролдсек (на немски: Burkard IV (II) von Geroldseck; * пр 1193; † сл. 1238) е господар на Геролдсек-Вазихен в Елзас.

## Произход
Той е син на Ото IV фон Геролдсек († сл. 1188), фогт на Маурсмунстер и Хазлах, и съпругата му Агнес († сл. 1200).

## Фамилия
Буркард IV се жени за дъщерята на вилдграф Герхард I фон Кирбург (* ок. 1145; † сл. 1198). Те имат децата:
- Буркард V фон Геролдсек († 1262), женен за дъщеря на Роберт фон Еш († 1262/1266) и Ерменгарда д' Аспремон († сл. 1271)
- дъщеря, омъжена за Валтер фон Хорбург († 25 юли 1258, убит)
- Симон I фон Геролдсек († сл. 17 юли 1274), господар на Геролдсек, женен пр. 27 октомври 1255 г. за Аделхайд фон Риксинген-Форбах († 1272)
- Хайнрих IV фон Геролдсек († 1273), от 1263 г. епископ на Страсбург
- Стефан фон Геролдсек († пр. 1258)
- ? Валрам фон Геролдсек († 5 август 1259)
- Елиза фон Геролдсек († сл. 1265), омъжена за граф Рудолф VI (II) фон Тирщайн († сл. 1265)
- Зигеберт фон Геролдсек († сл. 1247)
- Беатрикс фон Геролдсек († сл. 1267), омъжена за граф Рудолф VII (III) фон Тирщайн, пфалцграф на Базел († 17 август 1318), син на Рудолф VI (II) фон Тирщайн
- син († сл. 1247)